# Condado de Rock (Wisconsin)
El condado de Rock (en inglés: Rock County), fundado en 1836, es uno de 72 condados del estado estadounidense de Wisconsin. En el año 2000, el condado tenía una población de 
152,307 habitantes y una densidad poblacional de 82 personas por km². La sede del condado es Janesville. El condado recibe su nombre en honor al Río Rock. 

## Geografía
Según la Oficina del Censo, el condado tiene un área total de 1,880 km², de la cual 1,865 km² es tierra y 16 km² (0.79%) es agua.

### Condados adyacentes
- Condado de Green (oeste)
- Condado de Dane (norte)
- Condado de Jefferson (noreste)
- Condado de Walworth (este)
- Condado de Boone, Illinois (sur)
- Condado de Washburn (noroeste)
- Condado de Winnebago, Illinois (sur)

## Demografía
En el censo de 2000, había 152,307 personas, 58,617 hogares y 40,387 familias residiendo en el condado. La densidad poblacional era de 82 personas por km². En el 2000 había 62,187 unidades habitacionales en una densidad de 33 por km². La demografía del condado era de 91.01% blancos, 4.63% afroamericanos, 0.28% amerindios, 0.78% asiáticos, 0,04% isleños del Pacífico, 1.77% de otras razas y 1.50% de dos o más razas. 3.91% de la población era de origen hispano o latino de cualquier raza.

## Localidades

### Ciudades, pueblos y villas
- Avon (pueblo)
- Beloit (pueblo)
- Beloit (ciudad)
- Bradford (pueblo)
- Brodhead (parcial) (ciudad)
- Center (pueblo)
- Clinton (pueblo)
- Clinton (villa)
- Edgerton (ciudad)
- Evansville (ciudad)
- Footville (villa)
- Fulton (pueblo)
- Harmony (pueblo)
- Janesville (ciudad)
- Janesville (pueblo)
- Johnstown (pueblo)
- La Prairie (pueblo)
- Lima (pueblo)
- Magnolia (pueblo)
- Milton (pueblo)
- Milton (ciudad)
- Newark (pueblo)
- Orfordville (villa)
- Plymouth (pueblo)
- Porter (pueblo)
- Rock (pueblo)
- Spring Valley (pueblo)
- Turtle (pueblo)
- Union (pueblo)

### Áreas no incorporadas
- Afton
- Avon
- Avalon
- Cooksville
- Crestview
- Emerald Grove
- Fulton
- Hanover
- Indianford
- Johnstown
- Johnstown Center
- Leyden
- Lima Center
- Magnolia
- Newark
- Newville
- Shopiere
- Tiffany
- Union